# 襲人

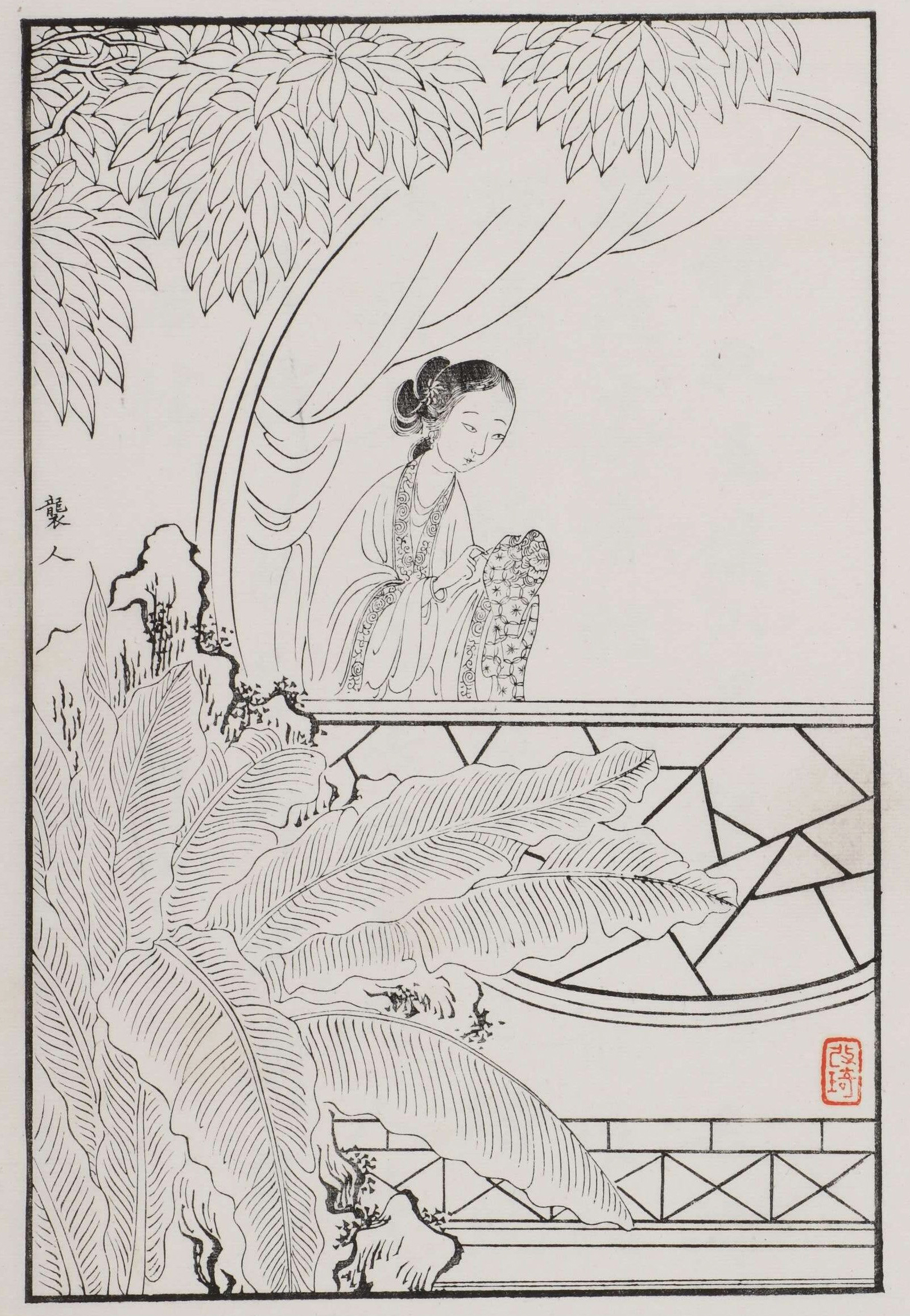
襲人，清改琦绘

襲人，姓花，又稱花襲人，中國古典小說《紅樓夢》人物，是服侍賈寶玉的四個大丫鬟之一。
袭人原本是贾母的婢女，被喚為「珍珠」，因為贾母疼爱宝玉，知道袭人心地善良且盡忠職守，遂將襲人給了宝玉。因姓花，故寶玉取陆游诗句“花气袭人知骤暖，鹊声穿竹识新晴”之意賜此名。襲人與人相處和氣，辦事穩妥，性格純良且有些癡處，書中形容是「服侍賈母時，心裡眼裡只有一個賈母，服侍寶玉時，心裡眼裡又只有一個寶玉。」
襲人是寶玉初試雲雨的對象，后來雖然未有正式名份，但成为贾宝玉的侍妾（通房丫头或屋里人）。襲人甚得王夫人信任，月錢比其他一般丫鬟為高，是由王夫人房裡算出，领二两银子一吊钱。
書中暗示她映襯的角色是薛寶釵，而晴雯是林黛玉的另一種分身形象。除了林黛玉之外，她是另一個賈寶玉視為願意同生共死的女性（賈寶玉也曾對她說過要為她去當和尚）。
在怡红院的公众口碑中，第三十七回：众人听了都笑道：“骂的巧，可不是给了那西洋花点子哈巴儿了。”袭人笑道：“你们这起烂了嘴的！得了空就拿我取笑打牙儿。一个个不知怎么死呢。”

## 判詞与结局
枉自溫柔和順，空云似桂如蘭，堪羨優伶有福，誰知公子無緣。
按判詞的暗示，最終她是嫁給名伶蒋玉菡。此中便舉出眾多說法的其中三種：
1. 後四十回的續書中是因為賈寶玉出家，她在王夫人、薛姨媽的安排下不得不改嫁。
2. 而張愛玲考據原著可能的結局，認為她可能是在賈府敗落後，嫌賈寶玉不上進而出賈府。
3. 周汝昌和刘心武的說法是，因為賈家變故，她顾全大局，不得不離開賈府嫁給蔣玉菡。離前留下：「好歹留著麝月。」等語。並在賈寶玉歸來時，救濟了窮困的寶玉、寶釵夫婦[3]。有二十回脂評：『......襲人出嫁後云好歹留著麝月一語......』二十八回脂評：『......後回與襲人供奉玉兄、寶卿得同終始者.......』，有別於一般貶襲的論點，此襲人是寶玉之恩人。